# Ruch Lapua
Ruch Lapua (fi. Lapuan liike) – skrajnie prawicowy ruch polityczny w Finlandii na przełomie lat 20. i 30. XX wieku.

## Historia
Ruch Lapua powstał w 1929 roku. Zainicjowali go antykomunistyczni nacjonaliści, wywodzący się z Białych Finów z okresu fińskiej wojny domowej. Pod koniec listopada 1929 r. w Lapua doszło do zjazdu młodzieżowej organizacji komunistycznej, co doprowadziło do silnego sprzeciwu miejscowych antykomunistów. 1 grudnia odbyli oni swój zjazd, na który przybyło ponad 1 tys. ludzi. Zażądali delegalizacji wszelkich organizacji komunistycznych. W całym kraju miały miejsce liczne wiece, marsze i demonstracje o charakterze antykomunistycznym. Doprowadziło to do powstania Ruchu Lapua. Na jego czele stanęli Vihtori Kosola i szef sztabu armii fińskiej gen. Kurt Martti Wallenius. Pierwsze działania zostały wymierzone przeciwko drukarniom wydającym komunistyczne gazety. W poł. czerwca 1930 r. ponad 3 tys. działaczy przybyło do Oulu, aby zniszczyć drukarnię i biuro gazety „Pohjan Voima”. Władze zdążyły jednak kilka dni wcześniej zabronić jej wydawania. W tym samym czasie spalono komunistyczną drukarnię w Vaasa. Na pocz. lipca miał miejsce tzw. marsz chłopski na Helsinki, w który wzięło udział ponad 12 tys. ludzi, aby zademonstrować rządowi siłę Ruchu. Lappiści wdarli się do gmachu parlamentu i wywlekli stamtąd 2 deputowanych komunistycznych. Przestraszone władze wydały przepisy, delegalizujące komunistyczne wydawnictwa, a także pozbawiające immunitetu komunistycznych deputowanych, którzy zostali aresztowani. Następnie zdelegalizowały działalność partii komunistycznej i rozwiązały parlament. Jednocześnie odbyły się przyśpieszone wybory parlamentarne, a następnie prezydenckie, które wygrała prawica. Wkrótce potem doszło do kilku morderstw na działaczach komunistycznych, które oficjalnie nie zostały wyjaśnione. Ulubioną metodą lappistów było porywanie działaczy komunistycznych, lewicowych lub związkowych, i pobitych odstawianie pod granicę z ZSRR, ewentualnie wyrzucanie na drugą stronę granicy. 14 października został wraz z żoną porwany b. prezydent Kaarlo Juho Ståhlberg. Został on następnie pobity i przewieziony do Joensuu. Po pewnym czasie zwolniono go. Władze aresztowały gen. K.M. Walleniusa, ale został uwolniony od wszelkich podejrzeń i zwolniony. Z Ruchem sympatyzowało początkowo wielu polityków i wyższych wojskowych, gdyż antykomunizm był bardzo rozpowszechniony po wygranej wojnie domowej. Lappistów chwalili publicznie gen. Carl Gustaf Mannerheim i jako jeszcze premier Pehr Evind Svinhufvud. Narastający ekstremizm i wzorowanie się na faszyzmie (czarne koszule jako ubiór członków Ruchu) doprowadziły jednak do zdecydowanego osłabienia poparcia społecznego. W lutym 1932 r. bojówkarze Ruchu zaatakowali zjazd socjaldemokratów w Mäntsälä. Przerodziło się to w próbę zamachu stanu, kierowaną przez gen. K.M. Walleniusa, zwaną rebelią w Mäntsälä. Lappistom udało się przejąć władzę w kilku miejscowościach. Początkowo rząd podjął pertraktacje z nimi, rozważając powierzenie stanowiska premiera jednemu z przywódców Ruchu. Ostatecznie jednak postanowił przystąpić do konfrontacji. Pomimo apeli gen. K.M. Walleniusa armia w większości pozostała wierna władzom. Po odezwie wygłoszonej w radio przez nowego prezydenta P.E. Svinhufvuda, popieranego na początku przez lappistów, pucz został zakończony. Kilkudziesięciu działaczy zostało aresztowanych i skazanych na kary więzienia, zaś Ruch zdelegalizowano 21 listopada 1932 r. Zostały do tego wykorzystane te same przepisy, na podstawie których rozwiązano partię komunistyczną. Wielu jego członków kontynuowało działalność w ramach nowo utworzonego Patriotycznego Ruchu Ludowego.
Pod wpływem Ruchu Lapua ukształtował się na przełomie 1929 i 1930 r. w Estonii kombatancki, antykomunistyczny i antyparlamentarny ruch Wabsów (Związek Uczestników Wojny Wyzwoleńczej).

## Nazwa
Nazwa Lapuan liike pochodzi od fińskiego miasta Lapua (szw. Lappo) i oznacza ruch z (miasta) Lapua. Członków ruchu nazywano Lappowcami.